# Ängesmyrtjärnen (Norsjö socken, Västerbotten)
Ängesmyrtjärnen är en sjö i Norsjö kommun i Västerbotten och ingår i Rickleåns huvudavrinningsområde.